# Râul Veljul Gurbediului
Râul Veljul Gurbediului este un curs de apă, afluent al râului Valea din Pustă. 

## Hărți
- Harta munții Apuseni